# König-Ludwig-Lauf

Aktuelles Logo König Ludwig Lauf

Der 1968 gegründete König-Ludwig-Lauf ist der größte Volksskilanglauf Deutschlands und wird bei Oberammergau und Ettal im Naturpark Ammergauer Alpen ausgetragen. Er ist nach König Ludwig II. von Bayern benannt und Teil der Worldloppet-Serie, des FIS Worldloppet Cups und des Deutschland Klassikers. Von 2011 bis 2016 war er Bestandteil der Wettlaufserie von Ski Classics. 2019 wurde erstmals über die Distanz von 100 m ein Sprint (König Ludwig SuperSprint) durchgeführt, bei welchem der Weltrekord über 100 m von Emanuele Becchis mit einer Zeit von 10,78 Sekunden aufgestellt wurde.
Seit 2018 wird auch im Oktober der König Ludwig Trail mit Start in Ettal und Ziel in Oberammergau ausgetragen.

## Organisation
Der Start findet am ersten Wochenende im Februar in Ettal statt, Ziel ist das Oberammergauer Sportzentrum. Es werden Strecken über 50 km, 23 km und 10 km jeweils in klassischer (Sonntag) und Skating-Technik (Samstag) angeboten sowie der sogenannte „Mini Kini“ über 5 km für Kinder zwischen 6 und 14 Jahren. Außerdem findet die Weltmeisterschaft im Skilanglauf für Ärzte und Apotheker über 23 und 50 km statt. Die traditionelle lange Strecke führt vom Start in Ettal durch das Graswangtal unmittelbar am Schloss Linderhof des Königs Ludwig II. vorbei wieder zurück durch das Graswangtal zum Ziel nach Oberammergau.
Die Gesamtteilnehmerzahl liegt bei über 4000 Personen.

Der 39. König-Ludwig-Lauf im Jahr 2011 hat ein so großes Medieninteresse auf sich gezogen, dass der Lauf in klassischer Technik über 50 km am Sonntag erstmals in Fernsehen und Internet live übertragen wurde.

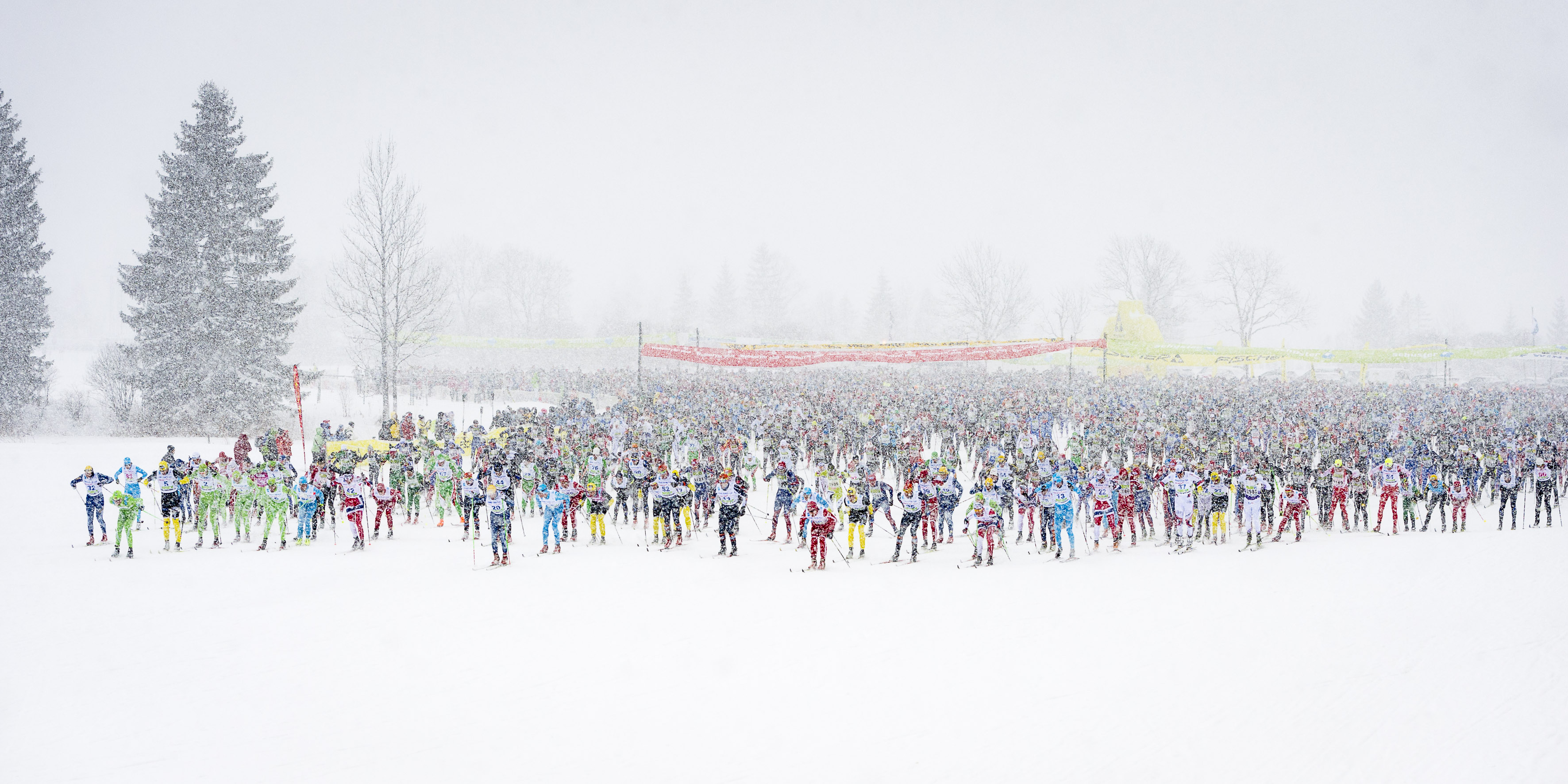
Startfeld König Ludwig Lauf
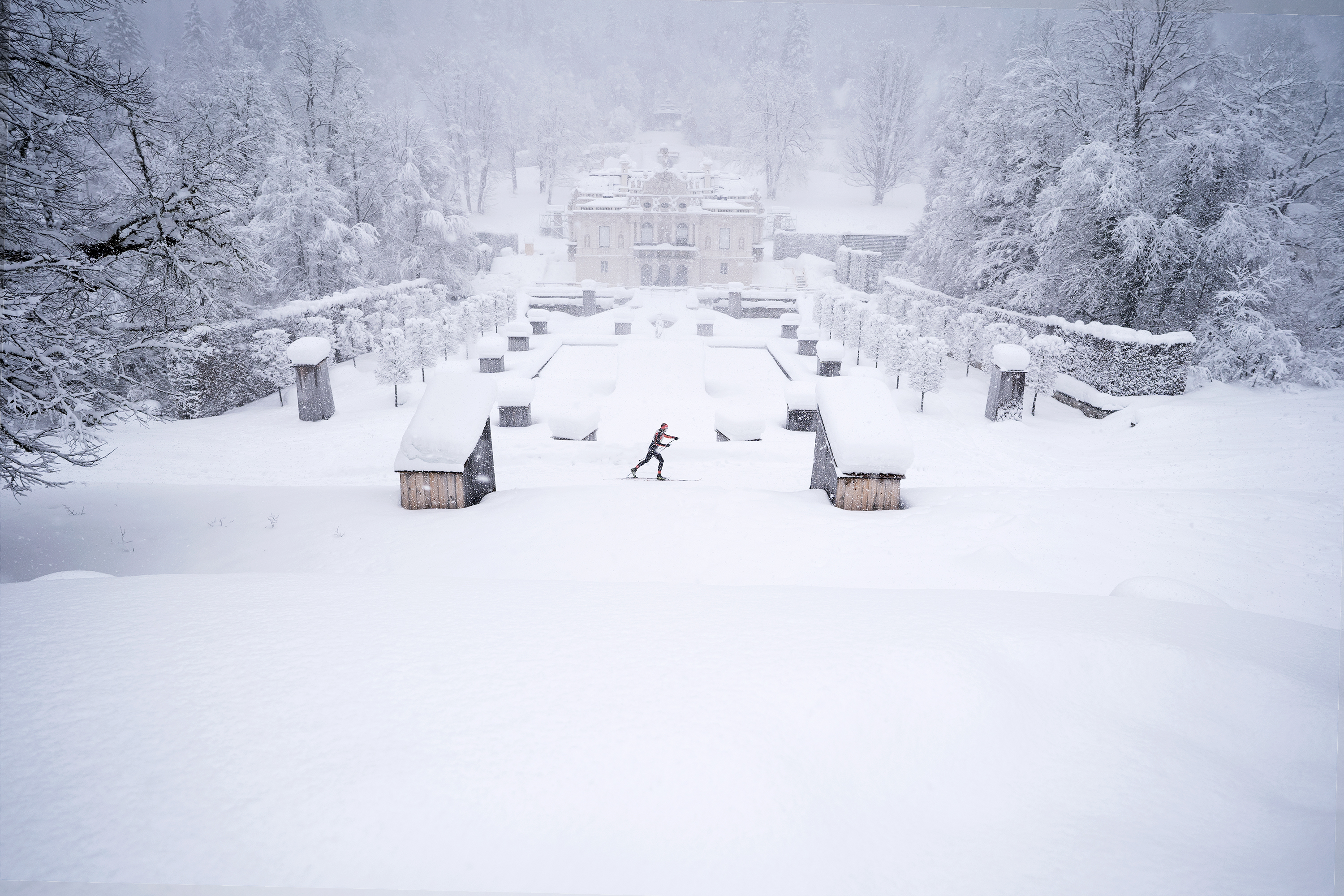
Läufer beim Passieren von Schloss Linderhof
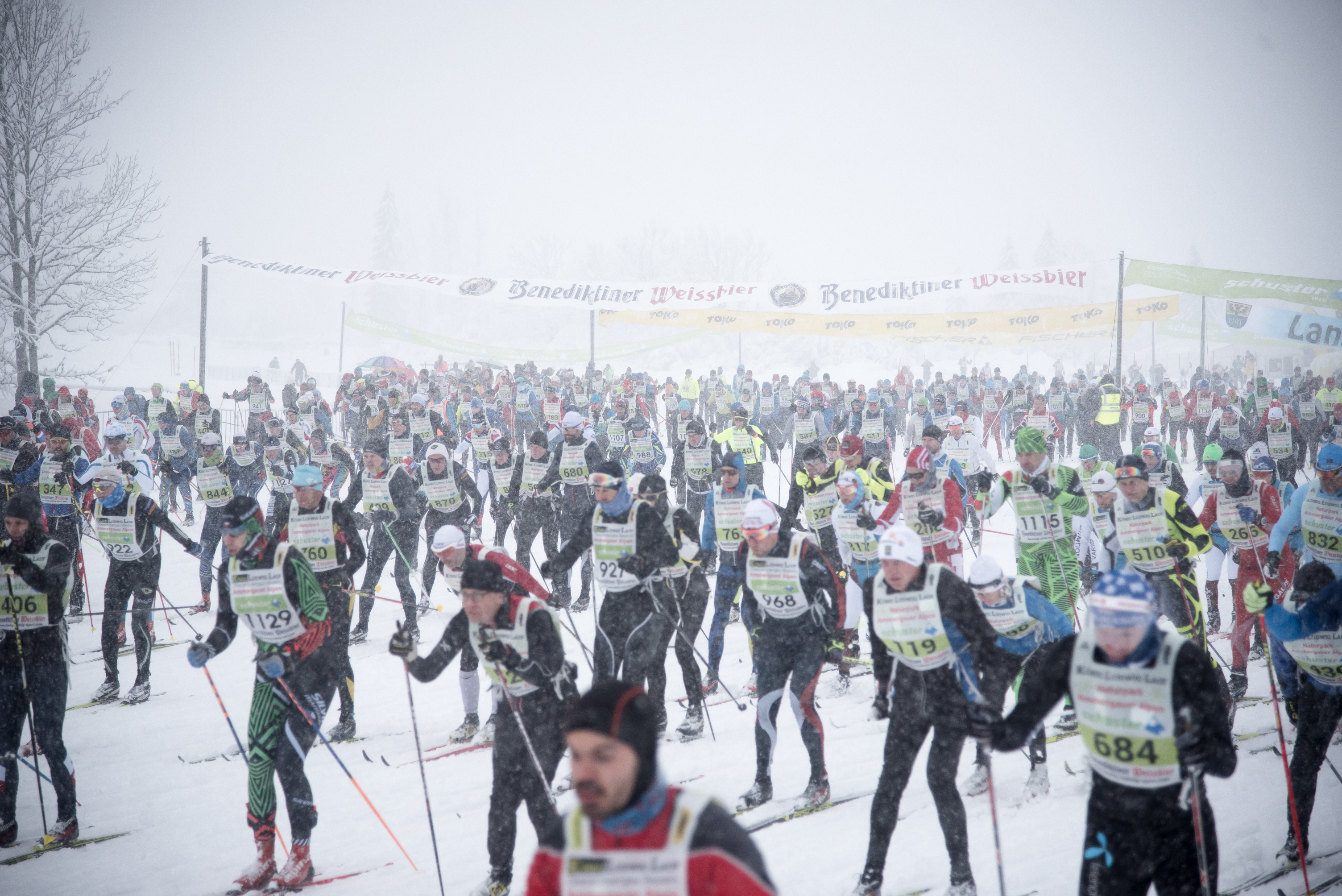
Startfeld
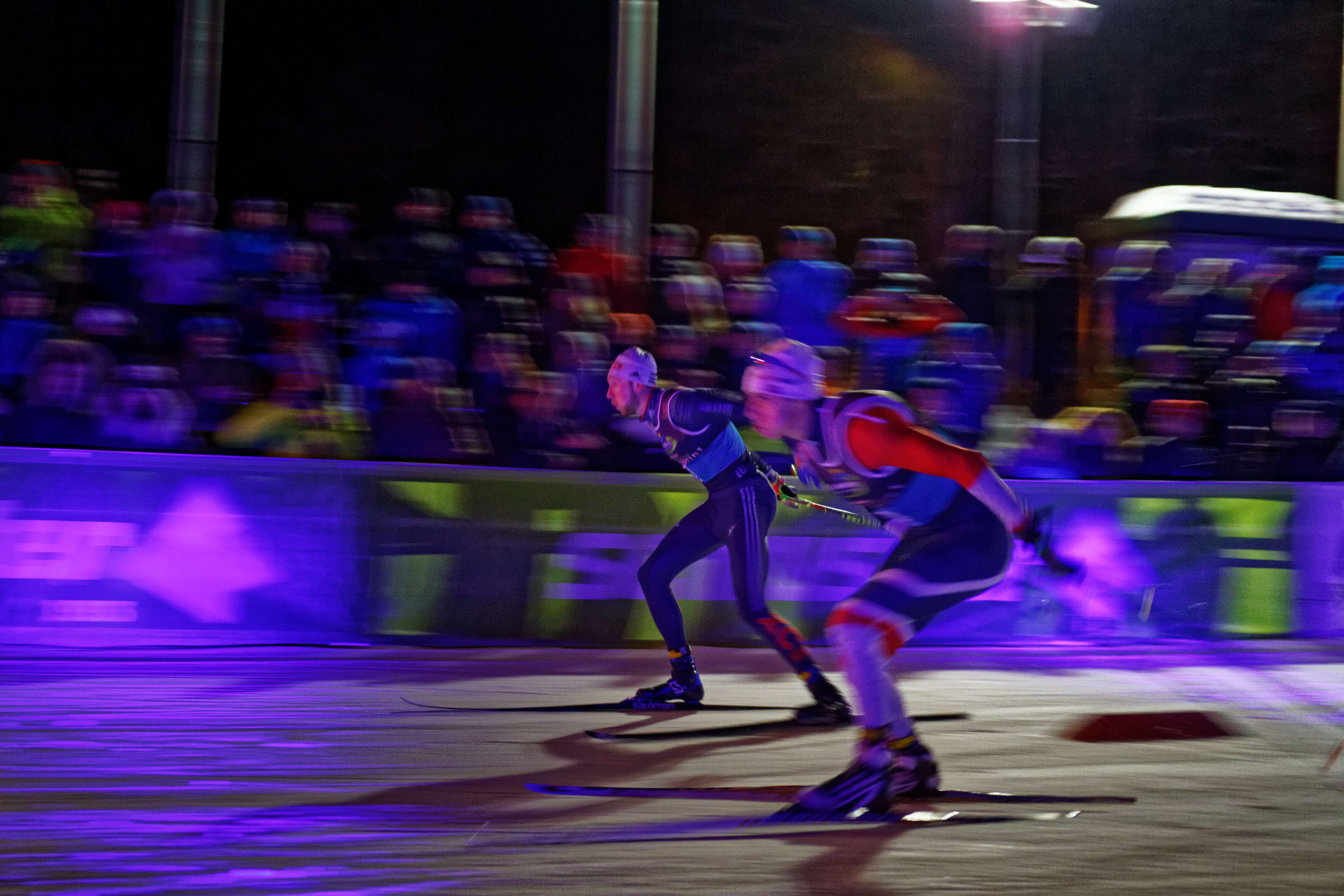
König Ludwig SuperSprint
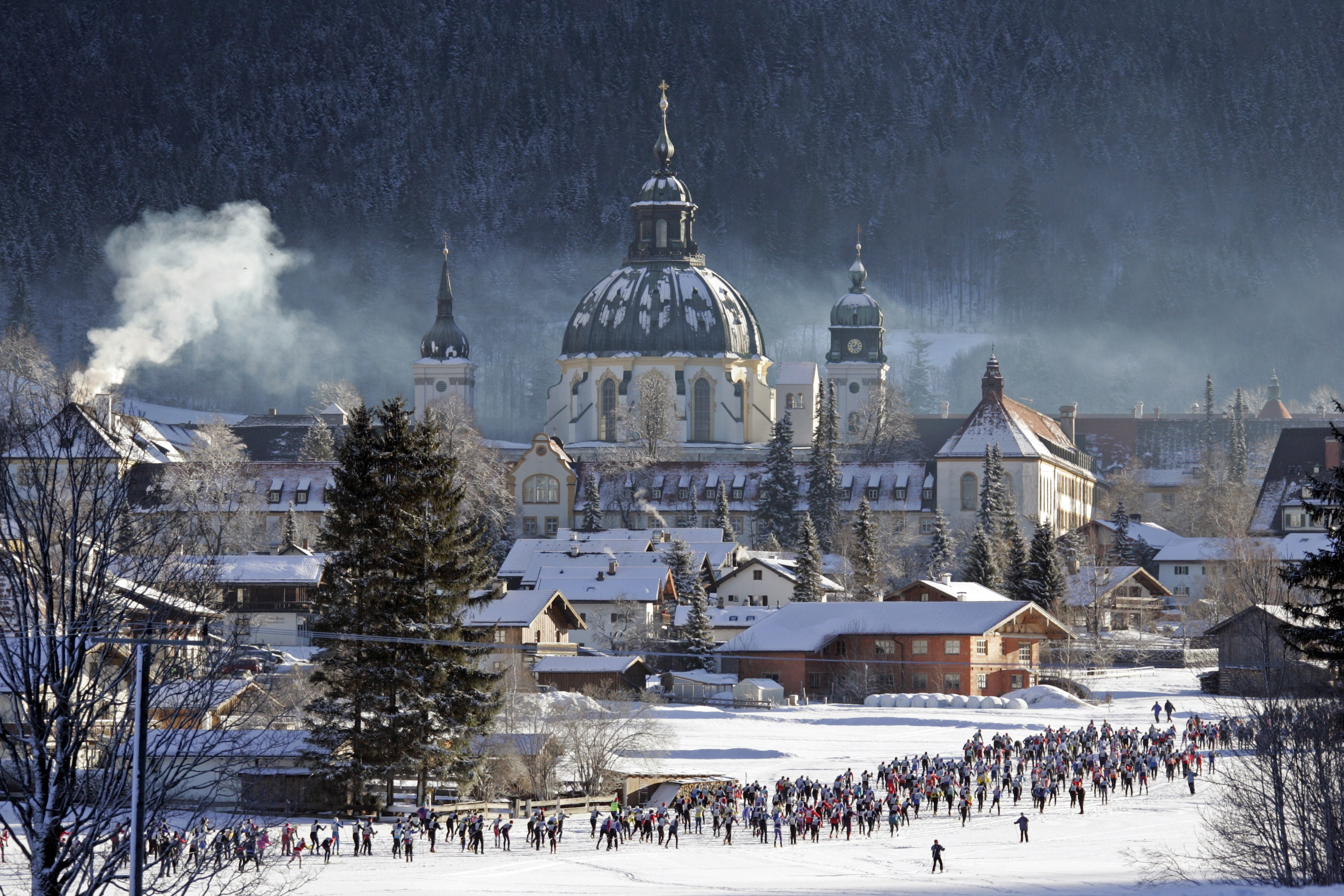
Kloster Ettal

## Siegerlisten

### Lange Distanz, klassische Technik
| Jahr | km                                         | Sieger                                      | Nationalität                                | Zeit (h)                                    | Siegerin                                   | Nationalität                               | Zeit (h)                                   |
| ---- | ------------------------------------------ | ------------------------------------------- | ------------------------------------------- | ------------------------------------------- | ------------------------------------------ | ------------------------------------------ | ------------------------------------------ |
| 2025 | wegen Schneemangels abgesagt               | wegen Schneemangels abgesagt                | wegen Schneemangels abgesagt                | wegen Schneemangels abgesagt                | wegen Schneemangels abgesagt               | wegen Schneemangels abgesagt               | wegen Schneemangels abgesagt               |
| 2024 | wegen Schneemangels und Unwetters abgesagt | wegen Schneemangels und Unwetters abgesagt  | wegen Schneemangels und Unwetters abgesagt  | wegen Schneemangels und Unwetters abgesagt  | wegen Schneemangels und Unwetters abgesagt | wegen Schneemangels und Unwetters abgesagt | wegen Schneemangels und Unwetters abgesagt |
| 2023 | 43                                         | Thomas Bing                                 | Deutschland                                 | 01:39:23                                    | Franziska Müller                           | Deutschland                                | 01:53:12                                   |
| 2022 | 44                                         | Max Novak                                   | Schweden                                    | 01:44:43                                    | Lina Korsgren -2-                          | Schweden                                   | 01:49:54                                   |
| 2021 | wegen der COVID-19-Pandemie abgesagt       | wegen der COVID-19-Pandemie abgesagt        | wegen der COVID-19-Pandemie abgesagt        | wegen der COVID-19-Pandemie abgesagt        | wegen der COVID-19-Pandemie abgesagt       | wegen der COVID-19-Pandemie abgesagt       | wegen der COVID-19-Pandemie abgesagt       |
| 2020 | wegen Schneemangels abgesagt               | wegen Schneemangels abgesagt                | wegen Schneemangels abgesagt                | wegen Schneemangels abgesagt                | wegen Schneemangels abgesagt               | wegen Schneemangels abgesagt               | wegen Schneemangels abgesagt               |
| 2019 | 50                                         | Morten Eide Pedersen                        | Norwegen                                    | 02:28:18                                    | Lina Korsgren                              | Schweden                                   | 02:29:18                                   |
| 2018 | 44                                         | Tore Bjørseth Berdal                        | Norwegen                                    | 01:55:15                                    | Aurélie Dabudyk -2-                        | Frankreich                                 | 02:00:59                                   |
| 2017 | 38                                         | Max Olex                                    | Deutschland                                 | 01:26:20                                    | Aurélie Dabudyk                            | Frankreich                                 | 01:36:34                                   |
| 2016 | wegen Schneemangels abgesagt               | wegen Schneemangels abgesagt                | wegen Schneemangels abgesagt                | wegen Schneemangels abgesagt                | wegen Schneemangels abgesagt               | wegen Schneemangels abgesagt               | wegen Schneemangels abgesagt               |
| 2015 | 46                                         | Petter Eliassen                             | Norwegen                                    | 01:59:42                                    | Britta Johansson Norgren                   | Schweden                                   | 02:16:28                                   |
| 2014 | 46                                         | Johan Kjølstad                              | Norwegen                                    | 01:57:58                                    | Seraina Boner -2-                          | Schweiz                                    | 02:07:42                                   |
| 2013 | 42                                         | Jerry Ahrlin -2-                            | Schweden                                    | 01:51:14                                    | Seraina Boner                              | Schweiz                                    | 01:58:14                                   |
| 2012 | 50                                         | Stanislav Řezáč -6-                         | Tschechien                                  | 02:16:35                                    | Susanne Nyström                            | Schweden                                   | 02:36:18                                   |
| 2011 | 42                                         | Jerry Ahrlin                                | Schweden                                    | 01:38:56                                    | Sandra Hansson                             | Schweden                                   | 01:50:23                                   |
| 2010 | 42                                         | Anders Aukland                              | Norwegen                                    | 01:44:13                                    | Suvi Karjaluoto                            | Finnland                                   | 02:10:12                                   |
| 2009 | 50                                         | Stanislav Řezáč -5-                         | Tschechien                                  | 01:59:42                                    | Jenny Hansson                              | Schweden                                   | 02:15:44                                   |
| 2008 | 42                                         | Daniel Tynell -2-                           | Schweden                                    | 01:32:03                                    | Elin Ek -2-                                | Schweden                                   | 01:44:26                                   |
| 2007 | 40                                         | Daniel Tynell                               | Schweden                                    | 01:24:49                                    | Elin Ek                                    | Schweden                                   | 01:35:54                                   |
| 2006 | 50                                         | Stanislav Řezáč -4-                         | Tschechien                                  | 02:18:35                                    | Ine Wigernæs                               | Norwegen                                   | 02:36:55                                   |
| 2005 | 50                                         | Stanislav Řezáč -3-                         | Tschechien                                  | 02:18:01                                    | Cristina Paluselli -2-                     | Italien                                    | 02:41:59                                   |
| 2004 | 50                                         | Stanislav Řezáč -2-                         | Tschechien                                  | 02:01:16                                    | Cristina Paluselli                         | Italien                                    | 02:15:36                                   |
| 2003 | 49                                         | Jørgen Aukland                              | Norwegen                                    | 02:05:32                                    | Lara Peyrot                                | Italien                                    | 02:11:56                                   |
| 2002 | wegen Schneemangels abgesagt               | wegen Schneemangels abgesagt                | wegen Schneemangels abgesagt                | wegen Schneemangels abgesagt                | wegen Schneemangels abgesagt               | wegen Schneemangels abgesagt               | wegen Schneemangels abgesagt               |
| 2001 | 46                                         | Christian Baldauf                           | Österreich                                  | 02:12:55                                    | Ramona Roth                                | Deutschland                                | 02:24:07                                   |
| 2000 | 51                                         | Stanislav Řezáč                             | Tschechien                                  | 02:01:12                                    | Svetlana Nagejkina                         | Russland                                   | 02:20:28                                   |
| 1999 | 45                                         | Mikael Östberg                              | Schweden                                    | 02:10:05                                    | Dorota Dziadkowiec                         | Polen                                      | 02:24:45                                   |
| 1998 | 55                                         | Staffan Larsson                             | Schweden                                    | 02:19:05                                    | Elena Grigoreva                            | Russland                                   | 02:49:50                                   |
| 1997 | 55                                         | Martin Petrásek                             | Tschechien                                  | 02:09:42                                    | Sigrid Wille                               | Deutschland                                | 02:23:13                                   |
| 1996 | 58                                         | Håkan Westin -2-                            | Schweden                                    | 02:26:56                                    | Gudrun Pflüger                             | Österreich                                 | 02:53:50                                   |
| 1995 | 55                                         | Håkan Westin                                | Schweden                                    | 01:58:42                                    | Lucie Bucharova                            | Tschechien                                 | 02:30:14                                   |
| 1994 | 47                                         | Alec Vanek -2-                              | Tschechien                                  | 01:53:38                                    | Maria Theurl                               | Österreich                                 | 02:10:58                                   |
| 1993 | 55                                         | Alec Vanek                                  | Tschechien                                  | 02:04:14                                    | Nataly Tschernych                          | Russland                                   | 02:31:01                                   |
| 1992 | 53                                         | Erik Hansson                                | Schweden                                    | 02:02:32                                    | Sisko Kainulainen -5-                      | Finnland                                   | 02:31:30                                   |
| 1991 | 53                                         | Ladislav Švanda                             | Tschechoslowakei                            | 02:07:06                                    | Vida Vencienė                              | Litauen                                    | 02:32:58                                   |
| 1990 | wegen Schneemangels abgesagt               | wegen Schneemangels abgesagt                | wegen Schneemangels abgesagt                | wegen Schneemangels abgesagt                | wegen Schneemangels abgesagt               | wegen Schneemangels abgesagt               | wegen Schneemangels abgesagt               |
| 1989 | 50                                         | Anders Blomquist                            | Schweden                                    | 01:58:45                                    | Sisko Kainulainen -4-                      | Finnland                                   | 02:19:28                                   |
| 1988 | 65                                         | Konrad Hallenbarter -2-                     | Schweiz                                     | 02:58:47                                    | Christine Gilli-Brügger                    | Schweiz                                    | 03:26:03                                   |
| 1987 | 65                                         | Bengt Hassis -2-                            | Schweden                                    | 02:35:39                                    | Annerose Rees                              | Deutschland                                | 03:31:53                                   |
| 1986 | 50                                         | Konrad Hallenbarter                         | Schweiz                                     | 01:55:05                                    | Sisko Kainulainen -3-                      | Finnland                                   | 02:14:41                                   |
| 1985 | wegen Schneemangels abgesagt               | wegen Schneemangels abgesagt                | wegen Schneemangels abgesagt                | wegen Schneemangels abgesagt                | wegen Schneemangels abgesagt               | wegen Schneemangels abgesagt               | wegen Schneemangels abgesagt               |
| 1984 | 65                                         | Bengt Hassis                                | Schweden                                    | 02:36:03                                    | Sisko Kainulainen -2-                      | Finnland                                   | 03:04:58                                   |
| 1983 | 70                                         | Per Knotten -2-                             | Norwegen                                    | 03:36:39                                    | Sisko Kainulainen                          | Finnland                                   | 03:55:33                                   |
| 1982 | 90                                         | Lars Frykberg                               | Schweden                                    | 04:12:28                                    | Kathrin Glasl -2-                          | Deutschland                                | 05:43:29                                   |
| 1981 | 90                                         | 7 Läufer aus 5 Nationen zeitgleich gewertet | 7 Läufer aus 5 Nationen zeitgleich gewertet | 7 Läufer aus 5 Nationen zeitgleich gewertet | Kathrin Glasl                              | Deutschland                                | 05:36:24                                   |
| 1980 | 90                                         | Per Knotten                                 | Norwegen                                    | 05:27:38                                    | Gerda Kunz                                 | Österreich                                 | 06:07:15                                   |
| 1979 | 90                                         | Pauli Siitonen -5-                          | Finnland                                    | 03:39:20                                    |                                            |                                            |                                            |
| 1978 | 90                                         | Pauli Siitonen -4-                          | Finnland                                    | 04:36:31                                    |                                            |                                            |                                            |
| 1977 | 73                                         | Pauli Siitonen -3-                          | Finnland                                    | 03:13:22                                    |                                            |                                            |                                            |
| 1976 | 90                                         | Pauli Siitonen -2-                          | Finnland                                    | 04:05:06                                    |                                            |                                            |                                            |
| 1975 | wegen Schneemangels abgesagt               | wegen Schneemangels abgesagt                | wegen Schneemangels abgesagt                | wegen Schneemangels abgesagt                |                                            |                                            |                                            |
| 1974 | 90                                         | Pauli Siitonen                              | Finnland                                    | 04:05:06                                    |                                            |                                            |                                            |
| 1973 | 90                                         | Heinrich Simon -2-                          | Deutschland                                 | 04:53:59                                    |                                            |                                            |                                            |
| 1972 | wegen Schneemangels abgesagt               | wegen Schneemangels abgesagt                | wegen Schneemangels abgesagt                | wegen Schneemangels abgesagt                |                                            |                                            |                                            |
| 1971 | 90                                         | Robert Eiermann                             | Deutschland                                 | 05:18:01                                    |                                            |                                            |                                            |
| 1970 | 90                                         | Heinrich Simon                              | Deutschland                                 | 05:01:00                                    |                                            |                                            |                                            |
| 1969 | 88                                         | Arthur Bodenmüller                          | Deutschland                                 | 04:12:33                                    |                                            |                                            |                                            |
| 1968 | 83                                         | Klaus Niedermeier                           | Deutschland                                 | 06:26:04                                    |                                            |                                            |                                            |

### Lange Distanz, Freie Technik
| Jahr | km                                         | Sieger                                     | Nationalität                               | Zeit (h)                                   | Siegerin                                   | Nationalität                               | Zeit (h)                                   |
| ---- | ------------------------------------------ | ------------------------------------------ | ------------------------------------------ | ------------------------------------------ | ------------------------------------------ | ------------------------------------------ | ------------------------------------------ |
| 2025 | wegen Schneemangels abgesagt               | wegen Schneemangels abgesagt               | wegen Schneemangels abgesagt               | wegen Schneemangels abgesagt               | wegen Schneemangels abgesagt               | wegen Schneemangels abgesagt               | wegen Schneemangels abgesagt               |
| 2024 | wegen Schneemangels und Unwetters abgesagt | wegen Schneemangels und Unwetters abgesagt | wegen Schneemangels und Unwetters abgesagt | wegen Schneemangels und Unwetters abgesagt | wegen Schneemangels und Unwetters abgesagt | wegen Schneemangels und Unwetters abgesagt | wegen Schneemangels und Unwetters abgesagt |
| 2023 | 43                                         | Fabián Štoček                              | Tschechien                                 | 01:52:07                                   | Margaret Lane                              | Vereinigte Staaten                         | 02:09:00                                   |
| 2022 | 43                                         | Gustaf Berglund                            | Schweden                                   | 01:42:02                                   | Sigrid Mutscheller -5-                     | Deutschland                                | 01:52:49                                   |
| 2021 | wegen der COVID-19-Pandemie abgesagt       | wegen der COVID-19-Pandemie abgesagt       | wegen der COVID-19-Pandemie abgesagt       | wegen der COVID-19-Pandemie abgesagt       | wegen der COVID-19-Pandemie abgesagt       | wegen der COVID-19-Pandemie abgesagt       | wegen der COVID-19-Pandemie abgesagt       |
| 2020 | wegen Schneemangels abgesagt               | wegen Schneemangels abgesagt               | wegen Schneemangels abgesagt               | wegen Schneemangels abgesagt               | wegen Schneemangels abgesagt               | wegen Schneemangels abgesagt               | wegen Schneemangels abgesagt               |
| 2019 | 50                                         | Adrien Backscheider                        | Frankreich                                 | 02:07:19                                   | Svenja Hölzle                              | Schweiz                                    | 02:39:42                                   |
| 2018 | 42                                         | Michael Willeitner                         | Deutschland                                | 01:42:34                                   | Sigrid Mutscheller -4-                     | Deutschland                                | 01:53:50                                   |
| 2017 | 38                                         | Tobias Rath                                | Deutschland                                | 01:23:30                                   | Jessica Müller                             | Deutschland                                | 01:30:17                                   |
| 2016 | wegen Schneemangels abgesagt               | wegen Schneemangels abgesagt               | wegen Schneemangels abgesagt               | wegen Schneemangels abgesagt               | wegen Schneemangels abgesagt               | wegen Schneemangels abgesagt               | wegen Schneemangels abgesagt               |
| 2015 | 46                                         | Jiří Ročárek -2-                           | Tschechien                                 | 01:56:20                                   | Sigrid Mutscheller -3-                     | Deutschland                                | 02:11:26                                   |
| 2014 | 50                                         | Tore Martin Gundersen                      | Norwegen                                   | 01:44:31                                   | Antonella Confortola                       | Italien                                    | 01:55:11                                   |
| 2012 | 50                                         | Jiří Ročárek                               | Tschechien                                 | 02:15:29                                   | Sigrid Mutscheller -2-                     | Deutschland                                | 02:36:27                                   |
| 2011 | 42                                         | Thomas Freimuth -2-                        | Deutschland                                | 01:33:24                                   | Sigrid Mutscheller                         | Deutschland                                | 01:43:00                                   |
| 2010 | 42                                         | Vadim Nesterov                             | Russland                                   | 01:43:05                                   | Barbara Haesch                             | Schweiz                                    | 01:59:39                                   |
| 2009 | 50                                         | Marcus Enders                              | Deutschland                                | 01:56:11                                   | Pia Sundstedt                              | Finnland                                   | 02:13:01                                   |
| 2008 | 42                                         | Tom Reichelt                               | Deutschland                                | 01:38:36                                   | Stefanie Meyr -4-                          | Deutschland                                | 01:54:27                                   |
| 2007 | 40                                         | Thomas Freimuth                            | Deutschland                                | 01:31:48                                   | Stefanie Meyr -3-                          | Deutschland                                | 01:49:25                                   |
| 2006 | 50                                         | Christian Eberharter                       | Österreich                                 | 02:05:41                                   | Stefanie Meyr -2-                          | Deutschland                                | 02:25:28                                   |
| 2005 | 50                                         | Christian Seeger                           | Deutschland                                | 02:12:17                                   | Katharina Echter                           | Deutschland                                | 02:43:28                                   |
| 2004 | 50                                         | Patrick Rölli                              | Schweiz                                    | 01:51:09                                   | Barbara Häsch -2-                          | Deutschland                                | 02:11:52                                   |
| 2003 | 49                                         | André Blatter                              | Schweiz                                    | 01:55:57                                   | Stefanie Meyr                              | Deutschland                                | 02:12:15                                   |
| 2002 | wegen Schneemangels abgesagt               | wegen Schneemangels abgesagt               | wegen Schneemangels abgesagt               | wegen Schneemangels abgesagt               | wegen Schneemangels abgesagt               | wegen Schneemangels abgesagt               | wegen Schneemangels abgesagt               |
| 2001 | 46                                         | Janko Neuber                               | Deutschland                                | 02:00:15                                   | Mandy Kämpf                                | Deutschland                                | 02:16:19                                   |
| 2000 | 51                                         | Přemysl Kovářík                            | Tschechien                                 | 02:06:40                                   | Barbara Häsch                              | Deutschland                                | 02:37:16                                   |
| 1999 | 55                                         | Johann Mühlegg                             | Deutschland                                | 02:25:59                                   | Carina Modén                               | Schweden                                   | 02:52:13                                   |

## Überblick über die einzelnen Läufe
1. Lauf 1968 (83 km)
Der König-Ludwig-Lauf – damals noch Bayerischer Skilanglauf „Auf König Ludwigs Spuren“ – wurde von der Skiabteilung des TSV Oberammergau gegründet. Am 17. März 1968 fand der erste Lauf statt. Es gab eine 45 km und eine 90 km (Doppelrunde) Strecke. Damals trug Forstdirektor Dr. Alfred Artmann entscheidend zum Gelingen des ersten „König-Ludwig-Laufes“ bei. Der Start war am Sportplatz in Ettal und das Ziel beim „Frauenwasserl“ im Ettaler Weidmoos. Frauen war die Teilnahme über 90 km nicht gestattet. Bei beiden Laufstrecken gab es eine Altersklasseneinteilung. Die Schneehöhe betrug fast 2 Meter. Der erste Lauf hatte insgesamt 796 Teilnehmer.
2. Lauf 1969 (88 km)
Am 9. März 1969 fand der 2. König-Ludwig-Lauf statt. Die Loipenführung wurde verbessert, und der Zieleinlauf beFAND sich jetzt am Ortseingang von Oberammergau an der „Linderhofer Brücke“. Teilnehmer insgesamt. 871
3. Lauf 1970 (90 km)
Am 8. März 1970 fand der 3. König-Ludwig-Lauf statt. Die Loipenführung sowie Start und Ziel blieben unverändert. Teilnehmer insgesamt. 1130.
4. Lauf 1971 (90 km)
Am 14. März 1971 fand der 4. König-Ludwig-Lauf statt. Erstmals war auch ein Lauf über 20 km für „Jungmannen“ und Frauen mit ausgeschrieben. Der erste Norweger nahm teil. Teilnehmer insgesamt: 1383.
1972 abgesagt
Wegen Schneemangel musste  der Lauf abgesagt werden. Es gab auch keine Möglichkeit, den Lauf in einer verkürzten Form durchzuführen. An der Landesgrenze nach Tirol bei Schloss Linderhof wurde eine kleine Loipe zum Trainieren angelegt, da trotz rechtzeitiger Absage Teilnehmer angereist waren.
5. Lauf 1973 (90 km)
Am 11. März 1973 fand der 5. König-Ludwig-Lauf statt. Erstmals waren Teilnehmer aus Italien mit dabei. Teilnehmer insgesamt: 1548.
6. Lauf 1974 (90 km)
Durch die Gründung des „Alpentris“ waren erstmals mehr als 2000 Läufer am Start, darunter Pauli Siitonen aus Finnland sowie über 300 ausländische Läufer. Die bayerische Bereitschaftspolizei half vor Ort mit. Italien stellte das größte ausländische Kontingent. Das Sporthaus Schuster, Fischer Ski und die Münchner Abendzeitung stiegen als Sponsoren beim König-Ludwig-Lauf ein.
Erstmals wurde der im Vorjahr gegründete „Alpentris“ ausgetragen. Der „Alpentris“ war ein Zusammenschluss des Dolomitenlaufs (Österreich), des Marcialonga (Italien) und des König-Ludwig-Laufs (Deutschland).
1975 abgesagt
Wegen Schneemangel musste der Lauf abgesagt werden. Loipenchef Hermann Biermeier sah sich nicht in der Lage, eine verkürzte Ausweichloipe zu schaffen. Die vorhandenen Schneereste reichten nicht aus, um den König-Ludwig-Lauf durchführen zu können. Der 2. Vorstand Fritz Lang, der sich beim Vasalauf in Schweden aufhielt, wurde verständigt, die Absage beim Start des Vasalaufes über Lautsprecher bekanntzugeben.
7. Lauf 1976 (90 km)
Erstmals fand der Lauf im Februar statt. Die neue Loipe führte vom Start in Ettal über Linderhof, Graswang, Oberammergau, Unterammergau, Altenau, Unternogg bis nach Wildsteig und zurück nach Oberammergau ins Ziel.
Zum bereits bestehenden „Alpentris“ kam jetzt noch der neu gegründete „Euroloppet“ hinzu. Der Finlandia Hiihto (Finnland) und der weltberühmte Vasalauf (Schweden) schlossen sich dem bereits bestehenden „Alpentris“ an. Über 50 Skandinavier nahmen erstmals am König-Ludwig-Lauf teil. Über 100 Läufer aus Italien nahmen teil. Teilnehmer insgesamt: 2117.
8. Lauf 1977 (73 km)
Erstmals fand der Lauf an zwei Tagen statt: am Samstag, den 12. Februar 1977 über 10 km und 20 km sowie am Sonntag, den 13. Februar 1977 über 45 km und 73 km. Die beiden kurzen Strecken waren als Familienlauf angeboten und wuirden gut angenommen. Da es ein schneearmer Winter war, wurde der Lauf auf 73 km verkürzt.
Im Hotel „Alte Post“ wurde Hans Reicherl zum 1. Vorstand gewählt (diesen Posten hat er bis heute (2012) inne). Auf Wunsch von Hans Reicherl wurde der König-Ludwig-Lauf eine eigene Abteilung des TSV Oberammergau.
9. Lauf 1978 (90 km)
Am 4. und 5. Februar 1978 fand der 9. König-Ludwig-Lauf statt. Die Schneeverhältnisse waren gut, der Veranstalter sowie alle Beteiligten waren sehr zufrieden mit der Organisation. Teilnehmer insgesamt: 2497.
Von großer Bedeutung war die Gründung von „Worldloppet“ bei einer Sondersitzung in Hayward in den USA durch Tony Wise. Zu den 5 bereits im „Euroloppet“ vereinigten Rennen kamen noch der Gatineau 55 (Kanada), der American Birkebeiner (Vereinigte Staaten von Amerika), der Engadin Skimarathon (Schweiz) und das Birkebeinerrennet (Norwegen).
10. Lauf 1979 (90 km)
Am 3. und 4. Februar 1979 fand der 10. König-Ludwig-Lauf statt. Läufer aus 23 Nationen nahmen teil. Die Begrüßungszeremonie fand am Passionstheater Oberammergau statt. Zu Ehren von „Worldloppet“ zog ein Fackelzug mit musikalischer Begleitung durch den Ort.
Beim Jahresmeeting von „Worldloppet“ in Ottawa (Kanada) wurde der Transjurassienne (Frankreich) aufgenommen. Die „Worldloppetserie“ umfasste jetzt 10 Läufe.
11. Lauf 1980 (90 km)
Am 2. und 3. Februar 1980 fand der 11. König-Ludwig-Lauf statt. Erstmals war Frauen der Start über 90 km gestattet – beim Wasalauf ist dies erst seit 1997 der Fall, beim Marcialonga über 70 km seit 1978, beim Transjurassienne über 76 km ebenso seit 1980. Die „Schallmauer“ von über 3000 Teilnehmern wurde durchbrochen.
12. Lauf 1981 (90 km)
Am 31. Januar und 1. Februar 1981 fand der 12. König-Ludwig-Lauf statt. Es herrschten sehr gute Schneeverhältnisse und Bilderbuchwetter. Durch eine Unachtsamkeit von Funktionären wurde die 7-köpfige Spitzengruppe aus 5 Nationen in eine falsche Spur gewiesen und von der FIS zeitgleich gewertet. Teilnehmer insgesamt: 3300.
13. Lauf 1982 (90 km)
Am 6. und 7. Februar 1982 fand der 13. König-Ludwig-Lauf statt. Erstmals nahmen Läufer aus Japan teil. Die Stadt Sapporo stiftete einen Freiflug nach Japan. Bei der Begrüßung der Nationen vor dem Passionstheater Oberammergau waren Vertreter aller Worldloppetläufe anwesend. Teilnehmer insgesamt: 3450.
14. Lauf 1983 (70 km)
Am 5. und 6. Februar 1983 fand der 14. König-Ludwig-Lauf statt. Wegen Schneemangel musste der Lauf auf 70 km verkürzt werden. Teilnehmer insgesamt: 3700.
15. Lauf 1984 (65 km)
Am 4. und 5. Februar 1984 fand der 15. König-Ludwig-Lauf statt. Ab sofort gab es keinen 90 km Lauf mehr, sondern eine 65 km Loipe. Der 45 km Lauf wurde auf 30 km verkürzt und der 10 km sowie der 20 km Lauf wurden zu einem 15 km Lauf zusammengelegt. Die Wende des 65 km Laufes war jetzt Unternogg.
Dem König-Ludwig-Lauf wurde die von der Stadt Lahti in Finnland gestiftete „Erik-Pihkala-Medaille“ verliehen. Bisher wurde diese Medaille nur dem Vasalauf (Schweden) für seine Vorkämpferrolle im Skilanglauf verliehen.
1985 abgesagt
Der Lauf musste abgesagt werden, weil Temperaturen von 25 Grad unter Null den Boden tief gefrieren ließen. Ein Wetterumsturz brachte tagelangen Regen, der nicht mehr ablaufen konnte. Es bildeten sich riesige Wasserflächen, die große Teile der Loipe zerstörten. Bereits beim acht Tage vorher stattfindenden Marcialonga machte man auf eine eventuelle Absage aufmerksam.
16. Lauf 1986 (50 km)
Am 1. und 2. Februar 1986 fand der 16. König-Ludwig-Lauf statt. Eine Woche vor dem Lauf gab es einen starken Föhneinbruch, der den Loipen sehr zusetzte. Ein Großeinsatz von freiwilligen Helfern aus Oberammergau, den Nachbarorten sowie der Bundeswehr arbeitete rund um die Uhr. Unter der Leitung von Loipenchef Herrmann Biermeier wurde eine 25 km Loipe geschaffen, welche zweimal gelaufen werden musste. In der Nacht von Samstag auf Sonntag wurde es sehr kalt, so dass am Morgen eine gute Loipe vorhanden war.
17. Lauf 1987 (65 km)
Am 31. Januar und 1. Februar fand der 17. König-Ludwig-Lauf statt. Keine Schneeprobleme und Teilnehmer aus 22 Nationen. Leider gab es einen Rückgang in der Teilnehmerzahl. Die Loipe war in einem Superzustand, und der schwedische Sieger Bengt Hassis bezeichnete die „König-Ludwig-Loipe“ als eine der schönsten Europas.
18. Lauf 1988 (65 km)
Am 5. und 6. März fand der 18. König-Ludwig-Lauf statt. Da es am eigentlichen Laufwochenende (6. und 7. Februar) keinen Schnee gab, wurde nach Absprache mit den Partnerläufen der König-Ludwig-Lauf auf das erste Märzwochenende verlegt. Obwohl am neuen Lauftermin ausreichend Schnee vorhanden war und die Originalstrecke gelaufen werden konnte, gibt es viele Absagen, da am gleichen Wochenende der Vasalauf in Schweden stattfand. Teilnehmer insgesamt: 1260.
19. Lauf 1989 (50 km)
Am 4. und 5. Februar fand der 19. König-Ludwig-Lauf statt. Wegen Schneemangel wurden der Dolomitenlauf und der Marcialonga abgesagt. Schneemangel auch in Oberammergau, keine Chance nach Unterammergau und Unternogg zu laufen. Es gab eine Doppelrunde im Graswangtal mit dem Ziel in Oberammergau an der Jugendherberge. Das THW baute einen Steg über die Ammer zum Sportplatz. Über 3000 m³ Altschnee wurden verfahren. Nestlé und Chiquita traten erstmals als neue Sponsoren auf. Teilnehmer insgesamt: 2471.
1990 abgesagt
Akuter Schneemangel in Oberammergau. Keine Wertung bei Alpentris und Euroloppet. Der Lauf musste genauso wie der Dolomitenlauf, der Marcialonga, der Transjurassienne und der Vasalauf abgesagt werden.
Durch den Fall der Berliner Mauer gab es sehr viele Meldungen aus der ehemaligen DDR und der Tschechoslowakei. Trotz frühzeitiger Absagen reisten viele Läufer aus Ostdeutschland an, die kostenlos verpflegt und untergebracht wurden. Viele Anfragen auch aus Russland, wo es aber zu Problemen bei der Visabeschaffung kam.
20. Lauf 1991 (53 km)
Am 2. und 3. Februar fand der 20. König-Ludwig-Lauf statt. Wieder einmal nicht allzu viel Schnee. Daher musste der Zieleinlauf in die Ortsmitte verlegt werden. Die Golfkrise machte sich bei den Teilnehmermeldungen aus Übersee bemerkbar. Der langjährige Vorstand und Mitbegründer des König-Ludwig-Laufes Fritz Lang verstarb nach längerer Krankheit. Der Kangaroo Hoppet in Australien wird Mitglied des Worldloppet. Er wird zukünftig Ende August ausgetragen und ist damit das erste Rennen der Worldloppet-Rennserie. Oberammergau übernahm vom Vasalauf in Schweden für drei Jahre das Worldloppet-Generalsekretariat. Teilnehmer insgesamt: 2200.
21. Lauf 1992 (53 km)
Am 1. und 2. Februar fand der 21. König-Ludwig-Lauf statt.  Teilnehmer insgesamt: 2415.
22. Lauf 1993 (55 km)
Am 6. und 7. Februar fand der 22. König-Ludwig-Lauf statt. Die Sponsoren Telecom, Nesfit und Chiquitta ziehen sich vom Lauf zurück. Teilnehmer insgesamt: 2500.
23. Lauf 1994 (47 km)
Am 5. und 6. Februar fand der 23. König-Ludwig-Lauf statt. Die Strecke musste wegen Schneemangel verkürzt werden. Der Dolomitenlauf wurde abgesagt. Bei der Worldloppet-Jahressitzung in Lillehammer wurde der Tartu Maraton in Estland in die Worldloppet-Rennserie aufgenommen. Teilnehmer insgesamt: 2600.
24. Lauf 1995 (55 km)
Am 3. und 4. Februar fand der 24. König-Ludwig-Lauf statt. Läufer aus 26 Nationen nahmen teil. Erstmals wurde die Weltmeisterschaft für Ärzte und Apotheker über 55 km ausgetragen. Die Kelterei Wolfra kann für den erstmals stattfindenden „Mini-Kini“ als Sponsor gewonnen werden. Teilnehmer insgesamt: 2500.
25. Lauf 1996 (58 km)
Am 3. und 4. Februar fand der 25. König-Ludwig-Lauf statt. Trotz schwieriger Visabeschaffung nahmen mehr Russen teil. Teilnehmer insgesamt: 2600.
26. Lauf 1997 (55 km)
Am 1. und 2. Februar fand der 26. König-Ludwig-Lauf statt. Die 3. Weltmeisterschaft der Ärzte und Apotheker startete jetzt unter dem Namen World Medical Cross Country über 55 km in freier Technik. Teilnehmer insgesamt: 2750.
Der König-Ludwig-Lauf trennte sich als Abteilung vom TSV Oberammergau und war ab dem 4. Juli 1997 ein im Vereinsregister eingetragener Verein. Die Vorstandswahl bestätigte den bisherigen Vorstand.
27. Lauf 1998 (55 km)
Am 31. Januar und 1. Februar fand der 27. König-Ludwig-Lauf statt. Das Worldloppet-Generalsekretariat wurde nach 8 Jahren an Estland abgegeben. Teilnehmer insgesamt: 2550.
28. Lauf 1999 (45 km)
Am 6. und 7. Februar fand der 28. König-Ludwig-Lauf statt. Der Schneemangel zwang zu einer Verkürzung der Loipe. Teilnehmer insgesamt: 2650.
29. Lauf 2000 (51 km)
Am 5. und 6. Februar fand der 29. König-Ludwig-Lauf statt. Die Schneebedingungen waren gut. Von der FIS wurde der Skilanglauf-Marathon-Cup gegründet. Der tschechische Jizerska Padesatka wurde in die Worldloppet Rennserie aufgenommen. Über 200 Kinder nahmen am „Mini-Kini“ teil. Teilnehmer insgesamt: 2800.
30. Lauf 2001 (46 km)
Am 3. und 4. Februar fand der 30. König-Ludwig-Lauf statt. Der Lauf über die lange Distanz musste verkürzt werden. Start und Ziel befanden sich in Ettal. Schirmherr des Laufes war der bayerische Ministerpräsident Edmund Stoiber. Teilnehmer insgesamt: 2650.
2002 abgesagt
Der König-Ludwig-Lauf wurde aufgrund von Schneemangel abgesagt.
42. Lauf 2014 (46 km)
Am 1. und 2. Februar fand der 42. König-Ludwig-Lauf statt. Ausbleibende Schneefälle gefährdeten den Lauf. Eine günstige Wetterprognose mit weiteren Schneefällen und sinkenden Temperaturen brachten die Entscheidung für eine Durchführung. Das eigentliche Ziel in Oberammergau konnte nicht angelaufen werden. Start und Ziel wurde in Ettal geplant. Der Lauf über die lange Distanz wurde über eine Doppelrunde mit insgesamt 46 km geführt. Es traten 4200 Teilnehmer an.